# Старопросветский сельсовет
Старопросве́тский сельсове́т — упразднённые административно-территориальная единица и муниципальное образование со статусом сельского поселения в составе Кетовского района Курганской области России. 
Административный центр — посёлок Старый Просвет.
15 марта 2022 года сельсовет был упразднён в связи с преобразованием муниципального района в муниципальный округ.

## История
В соответствии с Законом Курганской области от 6 июля 2004 года № 419 сельсовет наделён статусом сельского поселения.

## Население
| 1989  | 2002  | 2010  | 2012  | 2013  | 2014  | 2015  |
| ----- | ----- | ----- | ----- | ----- | ----- | ----- |
| 1180  | ↘1127 | ↘1121 | ↗1127 | ↗1142 | ↗1155 | ↘1148 |
| 2016  | 2017  | 2018  | 2019  | 2020  |       |       |
| ↘1099 | ↘1090 | ↘1083 | ↘1073 | ↘1042 |       |       |

## Состав сельского поселения
| № | Населённый пункт | Тип населённого пункта          | Население |
| - | ---------------- | ------------------------------- | --------- |
| 1 | Горелый Михаль   | посёлок                         | ↘15       |
| 2 | Старый Просвет   | посёлок, административный центр | ↘1106     |